# جورج فريدريك فرديناند ألين
جورج فريدريك فرديناند ألين (بالدنماركية: Georg Frederik Ferdinand Allen)‏ هو موزع وملحن دنماركي، ولد في 1856، وتوفي في 1925.